# ジョン・クルーニーズ＝ロス
ジョン・クルーニーズ＝ロス（John Clunies-Ross、1786年 - 1854年）は、インド洋に浮かぶココス諸島を5代150年にわたって統治したクルーニーズ＝ロス王朝の祖となった人物。スコットランド出身。
クルーニーズ＝ロス家の当主はココス王を名乗った。初代のジョンはロス1世と称される。

## 生涯

### 前半生
1786年、スコットランドのシェトランドで生まれた。
ロスは、13歳のときに見習いとして捕鯨船に乗り組んだ。1813年、ロスはティモール島のクパンで捕鯨船を降り、アレキサンダー・ヘアの持ち船「オリビア号」の船長となった。当時、米英の関係が悪く、捕鯨船によるヨーロッパとの往復が気掛かりだったらしい。オリビア号は小さな船だが、わずかだか砲を備えていたし、イギリス東インド会社に雇われていたので国の保護も期待出来ただろう。結局ロスはこの時からヘアの一家の身内になったのである。ヘアはバンジャルマシンの領地の管理をロスに委ねた。のちにココス諸島で行う植民地経営の技術を、ロスはここで身に付けたのである。
1820年にエリザベス・ダイモクと結婚した。次々と家族が増えると、ロスは船を降りて何処かの島に中継港を建設して暮らそうと考えていた。上陸生活候補地としていたのは、メルビル島、フォークランド諸島、サンポール島、クリスマス島、パギ島である。

### ココス諸島への移住
ヘアに移住に適した無人島の探索を命じられたロスは、ココス島を報告する。
1826年ヘアが「後宮」と共にココス島に移住した。翌1827年、ロスは家族7人、ロス夫人の母親、女中一人、イギリス人の船乗り10人を連れてココス諸島に移住した。しかし、ロスとヘアはやがて反目に陥る。
ヘアは後宮や奴隷を置き去りにして1人で島から去った。取り残されたヘアの後宮や奴隷ら120人、13家族はロスの支配下に入り、ココヤシのプランテーションを始めた。当時、ヨーロッパで植物油脂の需要が急激に増えており、ココヤシ油の輸出で利益が見込めたためである。
ヘア離島後7年経った1836年、チャールズ・ダーウィンがビーグル号（ロバート・フィッツロイ船長）でココス諸島に立ち寄った。ダーウィンとフィッツロイ船長によると、ロス一家はニッパ屋根の非常に粗末な小屋に住んでいたと言う。

## クルーニーズ＝ロス王朝

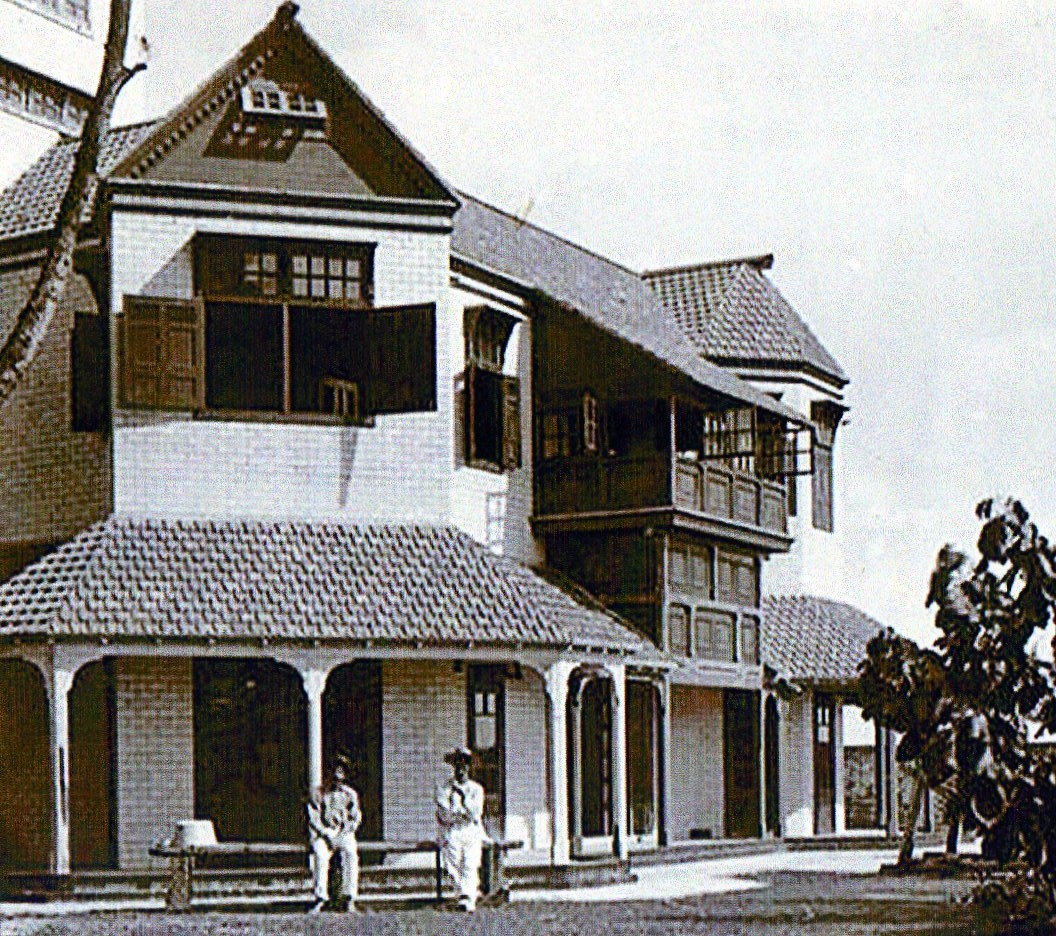
クルーニーズ＝ロス王朝の邸宅

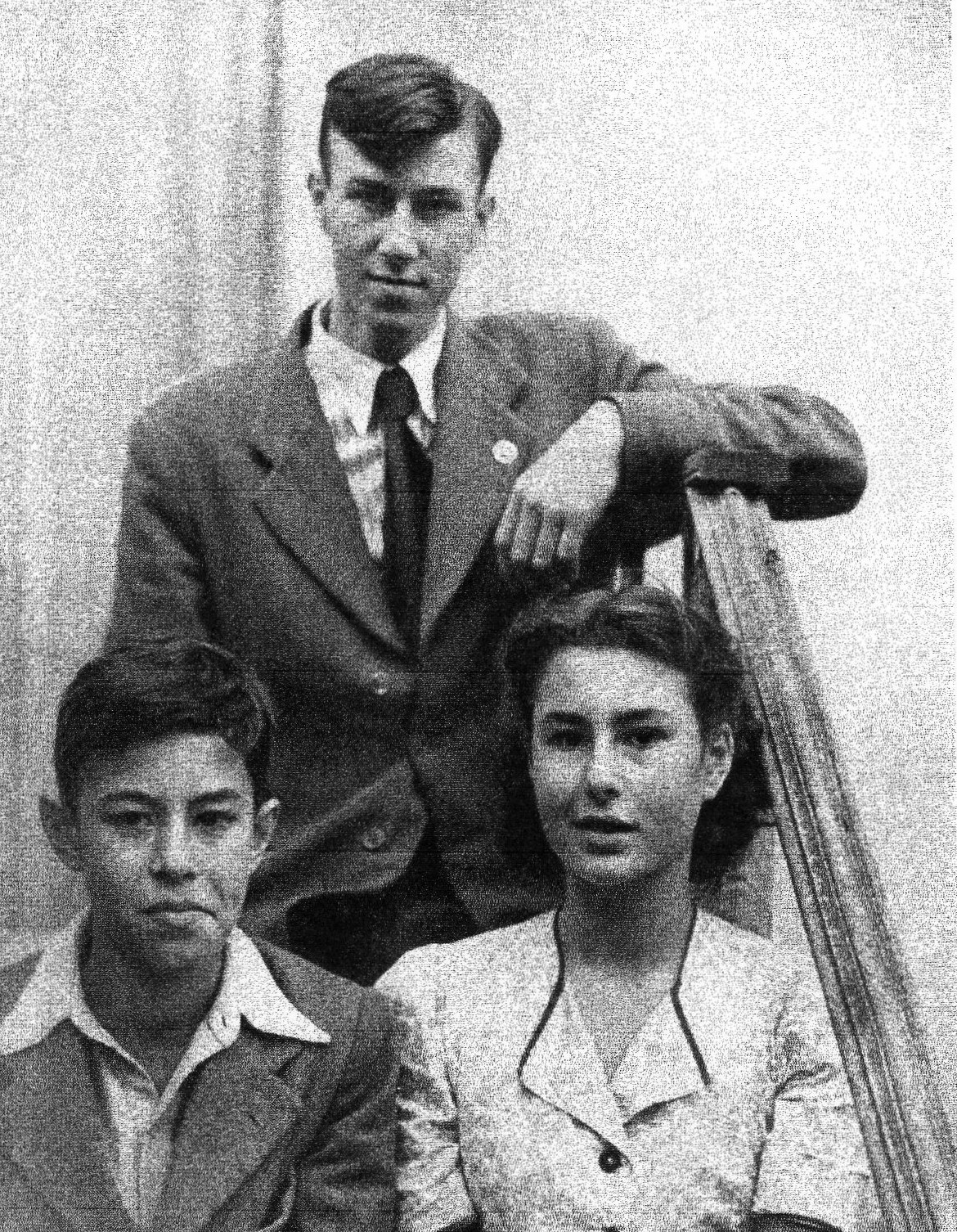
ジョン・シドニー・クルーニーズ＝ロスの家族。 1930年撮影

ココス諸島は、1978年までクルーニーズ＝ロス王朝が支配した。歴代の当主は、王の称号を用いた。スコットランド人であるが5代の間マレー人など非白人との混血がすすんだ。
- ジョン・ジョージ・クルーニーズ＝ロス（2世）

1823年ロンドン生まれ、1841年スピア・デュポンと結婚、1827年から1871年までココス諸島統治、1871年ココス諸島で死去。
- ジョージ・クルーニーズ＝ロス（3世）

1841年ココス諸島生まれ、1868年イニンと1895年アエーシャと結婚、1862年から1910年までココス諸島統治、1910年ワイト島で死去。
- ジョン・シドニー・クルーニーズ＝ロス（4世）

1868年ココス諸島生まれ、1926年ローズ・ナッシュと結婚、1910年から1944年までココス諸島統治、1944年ココス諸島で死去。
- ジョン・セシル・クルーニーズ＝ロス（5世）

1928年ロンドン生まれ、1951年ダフネ・パーキンソンと結婚、1949年から1978年までココス諸島統治。以後はオーストラリア領。
遠縁の一族に、オーストラリアの科学者・技術官僚イアン・クルーニーズ・ロス (Ian Clunies Ross) がいる。